# Döbelner SC 02/90
Döbelner SC 02/90 is een Duitse voetbalclub uit Döbeln, Saksen.

## Geschiedenis
De club werd in 1902 opgericht als Döbelner FC. Reeds een jaar later werd FC veranderd in SC. De club was aangesloten bij de Midden-Duitse voetbalbond en speelde vanaf 1910 in de competitie van Midden-Saksen. De club werd kampioen in 1912 en plaatste zich voor de Midden-Duitse eindronde en verloor met 8:4 van Chemnitzer BC 99. Een jaar later werden ze opnieuw kampioen en verloren nu in de eindronde van Budissa Bautzen. 
Na de oorlog werd de competitie ondergebracht in de nieuwe Kreisliga Mittelsachsen en fungeerde daar als tweede klasse omdat de teams niet als even sterk beschouwd werden als de teams uit Chemnitz. De clubs speelden in de reeks Nordsachsen. Na 1923 werd de Kreisliga afgevoerd en werden de tweede klassen terug opgewaardeerd als Gauliga. De club ging in de Gauliga Nordsachsen spelen. Deze was verveeld over twee groepen, Riesa en Döbeln. DSC werd groepswinnaar in 1924/25, maar verloor in de finale van Riesaer SV 03. Na twee seizoenen werden de groepen samengevoegd tot één competitie, die door Riesaer SV 03 gedomineerd werd. Döbelner eindigde steeds in de subtop. Na 1930 werd de competitie ontbonden omdat Midden-Duitse bond het aantal competitie reduceerde. Omdat de competitie als erg zwak beschouwd werd moesten de clubs, die over drie verschillende competities verdeeld werden daar in de tweede klasse spelen. De club slaagde er de volgende seizoenen niet meer in te promoveren. 
In 1933 werd de Gauliga Sachsen ingevoerd als hoogste klasse. In 1940 maakte de club kans op promotie, maar moest deze aan Konkordia Plauen en Wacker Leipzig laten. Het volgende seizoen promoveerde de club samen met Guts Muts Dresden en speelde tot aan de opheffing van de Gauliga op het hoogste niveau, maar eindigde steeds in de lagere middenmoot.
Na de Tweede Wereldoorlog werden alle Duitse voetbalclubs ontbonden. De club werd pas in 1948 heropgericht als BSG Motor Döbeln. De club speelde in het Oost-Duitse voetbal geen belangrijke rol meer. De club pendelde tussen de Bezirksliga (derde klasse) en Bezirksklasse.
Na de Duitse hereniging werd de huidige naam aangenomen. In 1991 werd de club al kampioen en promoveerde naar de Landesliga Sachsen waar de club tot 2001 speelde. In 2012 keerde de club terug naar de Landesliga, waar ze tot 2015 speelden. 

## Erelijst
Kampioen Midden-Saksen
1912